# Sapir College
Das Sapir College (hebräisch הַמִּכְלָלָה הָאָקָדֵמִית סַפִּיר HaMichlalah haʾAqademīt Sappīr), benannt nach Pinchas Sapir, ist eine im israelischen Kreis Schaʿar HaNegev gelegene Hochschule mit derzeit rund 7480 Studenten. Davon waren 2010 5290 in akademischen Bachelor- und Masterstudien eingeschrieben. 2190 Studenten durchlaufen ein nichtakademisches Associate Degree Programm. Damit ist das Sapir College das größte öffentliche College Israels. In der akademischen Weiterqualifizierung arbeitet man eng mit der Ben-Gurion-Universität in Beʾer Scheva zusammen, wo die Studenten mit Bachelorabschluss ein darauf aufbauendes Masterstudium durchführen können.
In den zwölf Fachbereichen sind 100 Hochschullehrer fest angestellt. Darüber hinaus lehren rund 950 externe Lehrbeauftragte in den verschiedenen Fächern. Das Betreuungsverhältnis von Hochschullehrern zu Studenten kann somit als sehr gut angesehen werden. In Deutschland ist das Sapir College im Dezember 2005 mit der Hochschule Trier eine akademische Partnerschaft eingegangen. Seit dem Herbst 2008 ist das Sapir College auch durch zwei ehrenamtliche Repräsentanten in Deutschland vertreten.

## Geschichte

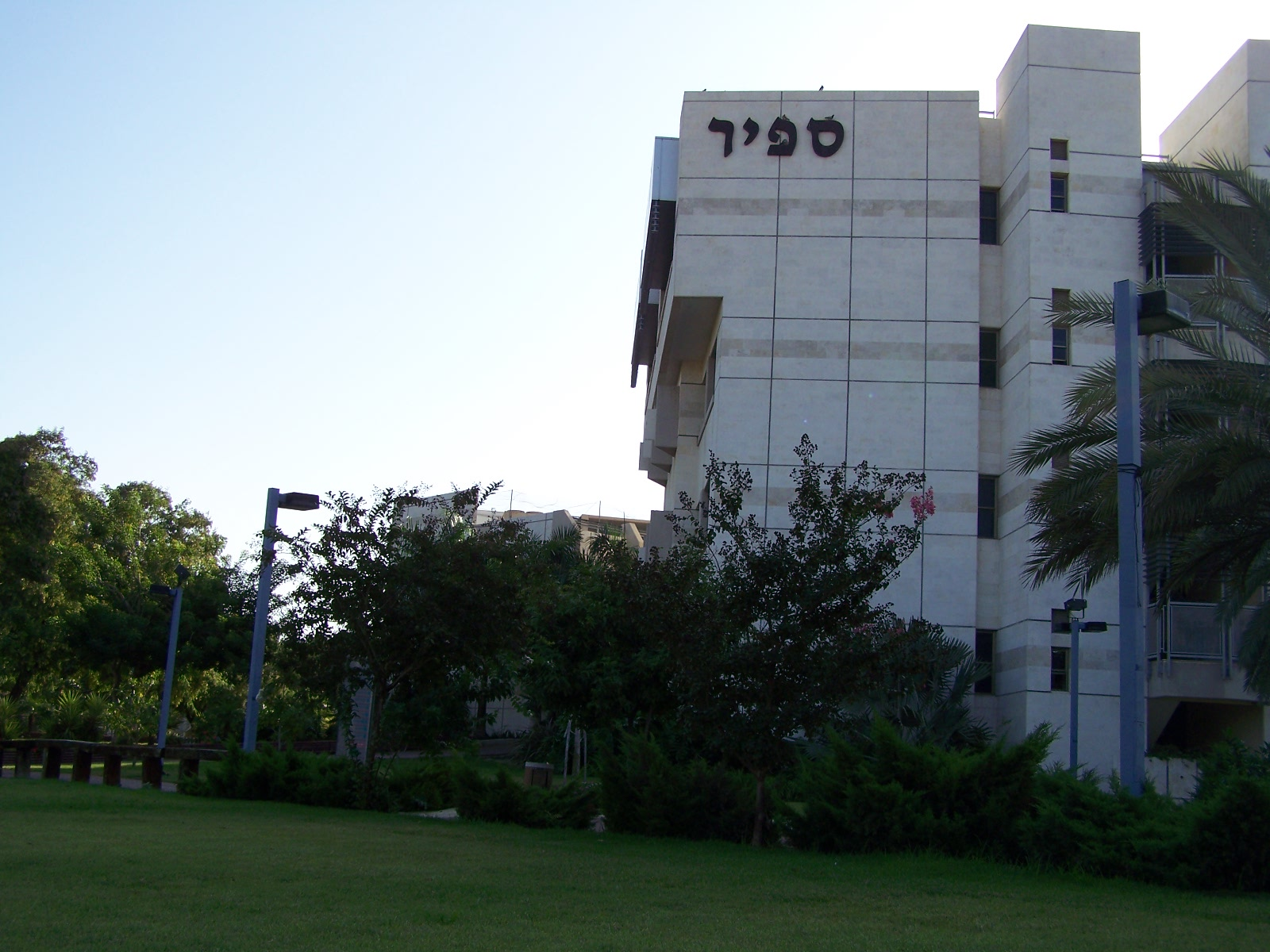
Hauptgebäude des Sapir College

Die Geschichte lässt sich bis zum Jahr 1963 zurückverfolgen. Die bescheidenen Anfänge mit ein paar einfachen Gebäuden einer nach der Suez-Krise verlassenen Militärbasis auf einem Hügel nahe der Grenze bei Gaza lagen in einer Abendschule zur Erwachsenenbildung. Die Verantwortlichen des Landkreises Schaʿar HaNegev erkannten schnell die Notwendigkeit einer qualitativen Expansion und siedelten das frühe College in den Gebäuden der eigenen Highschool an, wobei man die am Abend leeren Klassenräume nutzen konnte.
Der frühe Umzug des College ermöglichte es, in enger Kooperation mit der im Aufbau befindlichen Open University of Israel das Kursangebot auszuweiten. Zu dieser Zeit wurden auch die ersten Kontakte zur ebenfalls noch jungen Ben-Gurion-Universität in Beʾer Scheva geknüpft, die in den 1960er Jahren selbst noch ihr Profil als vielschichtig orientierte Lehr- und Forschungseinrichtung aufbauen musste. Beide Institutionen, das Sapir College wie auch die Ben-Gurion-Universität waren sich dabei ihrer herausragenden Bedeutung zur Entwicklung der südlichen Landesteile bewusst.
In den frühen 1970er Jahren starteten 15 Gebietskörperschaften inklusive der beduinischen Minderheit im israelischen Negev unter der Federführung des Landkreises Schaʿar HaNegev eine Initiative zur langfristigen Etablierung einer regionalen Hochschule, die der tertiären Aus- und Weiterbildung der Bewohner des nördlichen Negev dienen sollte.
Bereits Mitte der 1970er Jahre erkannte die Jewish Agency die Bedeutung der regionalen Hochschulen, die sich in Entwicklungszonen abseits der Zentren des Landes bildeten. Dadurch konnte der Widerstand der etablierten Hochschuleinrichtungen des Landes gebrochen werden, der über Jahre die Entwicklung und die Finanzierung der neuen Colleges gebremst hatte.
Im Jahr 1975 schuf der damalige Vorsitzende der Jewish Agency, Arieh Dulzin, eine Verbindung zwischen dem College und der Vereinigung “Zionistische Arbeiterpartei” (Poalei Zion) in New York sowie der Zionistischen Jugendorganisation in Paris. Durch Spenden dieser beiden Organisationen wurde der Grundstein für ein Zentrum für technische Bildung gelegt, aus dem die spätere Abteilung für angewandte Ingenieurwissenschaften hervorgegangen ist. Anfang der 1980er Jahre wurde eine Abteilung für Kommunikationswissenschaften gegründet, welche den akademischen Kern des später so genannten Sapir College bildete.
Der nächste Einschnitt in der Hochschulgeschichte erfolgte Anfang der 1990er Jahre mit der Einwanderungswelle aus der früheren Sowjetunion. Tausende junger Menschen strebten eine akademische Ausbildung an, derer die etablierten Institutionen nicht gewachsen waren. In dieser Zeit entschied die israelische Regierung unter Premierminister Yitzhak Rabin und Kultusminister Amnon Rubinstein, die regionalen Colleges zu stärken, anstatt weitere Universitäten zu errichten. Anlässlich dieser Entscheidung wurde auch das sogenannte Studentendorf in Ibbim errichtet, in dem heute rund 400 Studenten mit Einwanderungshintergrund leben. Durch die Einrichtung des Studentendorfs durch die israelische Regierung und die Jewish Agency hatte sich das Sapir College Ende der 1990er Jahre endgültig als führende Hochschuleinrichtung zwischen Ashdod am Mittelmeer und Beʾer Scheva in der Wüste Negev sowie zwischen Qirjat Gat im Osten und den Eschkol-Siedlungen im Südwesten etabliert. In der Region leben eine Million Einwohner, von denen etwa 120000 Beduinen sind.
Seit dem Jahr 2002 organisiert die Schule für Audio- und visuelle Kunst des Colleges jährlich in Sderot und Umgebung das internationale Cinema South Festival.

## Fachbereiche
Es gibt 12 Fachbereiche, dies sind:
- Kommunikationswissenschaften (B.A.)
- Film (B.A.)
- Personalführung (B.A.)
- Sozialarbeit (B.A.)
- Verwaltungswissenschaften (B.A., M.A.)
- Logistik (B.A.)
- Betriebswirtschaftslehre (B.A.)
- Gesellschaftswissenschaften (B.A.)
- Industrial Management (B.A.)
- Informatik (B.A.)
- Technologiemanagement (B.A.)
- Ingenieurwissenschaften (nur 1. Studienjahr)

In Planung sind für die nächsten Jahre vier weitere Studiengänge und Fakultäten. Entsprechende Planungen sind bereits beim israelischen Hochschulrat zur akademischen Anerkennung eingereicht worden. Die neuen Fakultäten sind:
- Massenkommunikationsmedien (M.A.)
- Pflegewissenschaften und Gesundheit (B.A.)
- Rechtswissenschaften (LL.B.)
- Freie Kunst (B.A.)

Zusätzlich sind 10 nichtakademische Studiengänge an der „School of Practical Engineering“ angesiedelt. Dies sind:
- Architektur und Innenarchitektur
- Biotechnologie
- Medientechnik
- Film- und Fernsehtechnik
- Kommunikationstechnik
- Tontechnik
- Elektronik
- Elektrotechnik
- Industriebetriebslehre
- Softwaresysteme und Computertechnik

Darüber hinaus gibt es im nichtakademischen Bereich eine Kunstschule sowie das „Sapir Tech“ genannte Zentrum für Fernstudien und Sprachkurse.

## Studentenschaft
Rund 10 % der Studierenden sind arabischer Herkunft, wovon wiederum 95 % aus im Negev beheimateten Beduinenfamilien stammen. 31 % der Studenten stammt aus dem Schaʿar HaNegev, den Nachbarkreisen und der Stadt Sderot, die unmittelbar an den Campus anschließt. 39 % der Studierenden stammt aus dem Süden Israels und die verbleibenden 30 % aus dem Großraum Tel Aviv, Jerusalem und dem Norden. Die Zahl der Neueinwanderer (Olim) unter den Studenten ist prozentual sehr hoch. 300 Studenten (hauptsächlich aus Äthiopien) sind erst maximal 5 Jahre in Israel, weitere 600 zwischen 5 und 15 Jahren. Für die Neueinwanderer wird ein spezieller Sprachkurs (Ulpan) angeboten.

## Campus

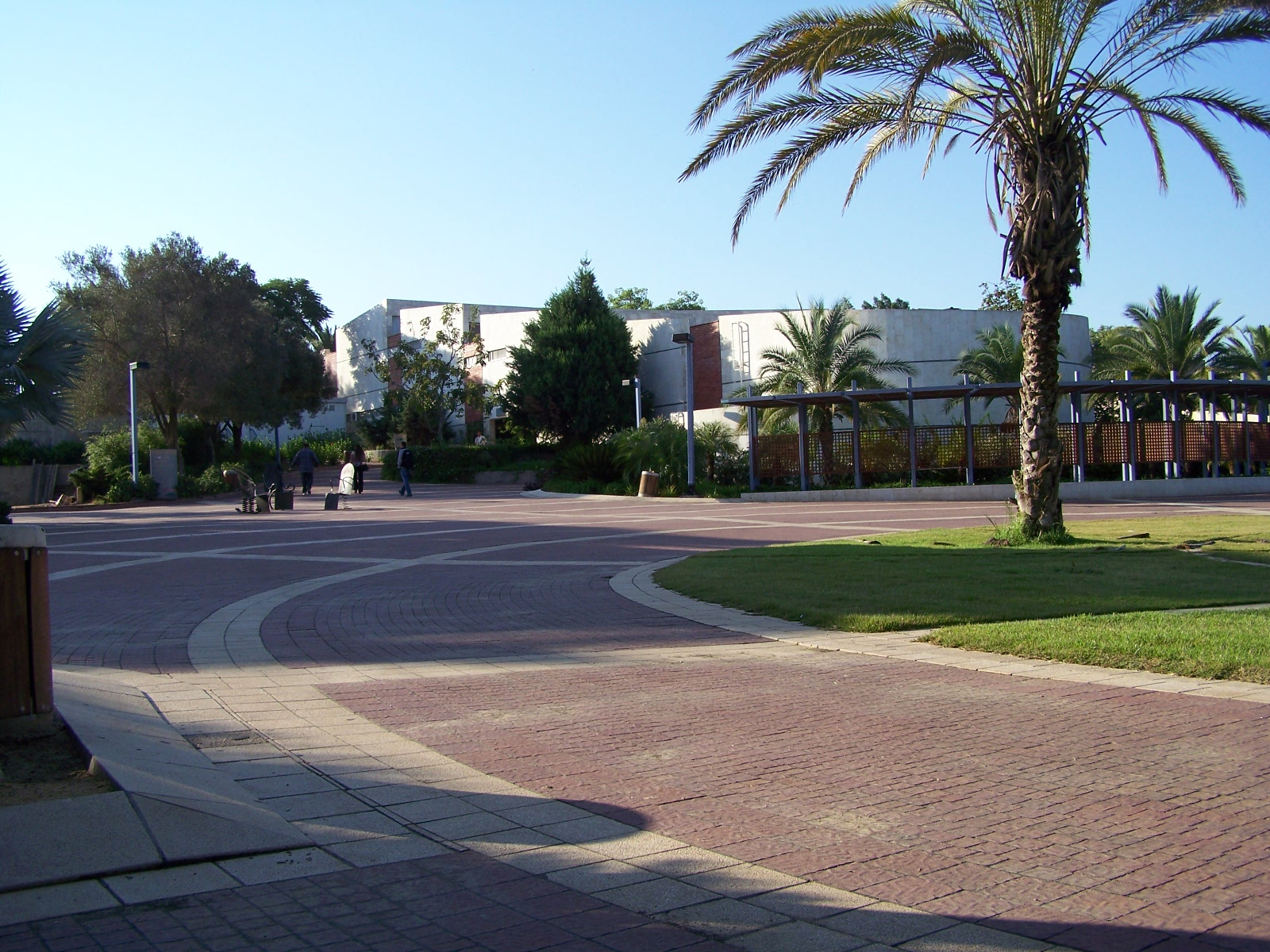
Außenansicht des Sapir College

Der Campus befindet sich in Ibbim, nahe der Stadt Sderot. Neben den Fachbereichsgebäuden befindet sich dort die Zentralbibliothek mit über 150.000 Titeln, das Studentenhaus inkl. Mensa und Cafeteria und die Hochschulverwaltung. Aber auch zentrale Einrichtungen des Kreises Schaʿar HaNegev sind dort zu finden, wie z. B. das landesweit bekannte Hydrotherapiezentrum, das regionale Altenzentrum, die Shaʿar HaNegev Regional School (Gymnasium und Grundschule), zwei Sporthallen und ein großer Sportplatz. Ebenfalls auf dem Campus befindet sich das Studio und die Sendeanlagen von Radio Qol haNegev, der „Stimme des Negev“, welches auf der Frequenz 106,4 MHz im gesamten nordwestlichen Negev zu empfangen ist.
Ein großes Problem für die Hochschule sind die zu treffenden Sicherheitsmaßnahmen aufgrund der von Terroristen aus dem nahen Gazastreifen auf Israel abgefeuerten Qassam- und Katjuscharaketen. Die Regierung verpflichtet das Sapir College alle Gebäude raketensicher zu machen. Dazu waren in den letzten Jahren große Investitionen vonnöten und führen auch immer noch zu einer akuten Raumnot, da die Bauarbeiten noch nicht komplett abgeschlossen sind.

## Raketenangriffe aus dem Gazastreifen
Im Jahre 2007 wurden rund 1050 Raketen und Mörsergranaten auf das Gebiet rund um das Sapir College vom Gazastreifen aus abgefeuert. Am College wurde ein Student getötet und einige verletzt. Viele leiden unter posttraumatischen Symptomen und werden vom psychologischen Dienst der Hochschule betreut. Drei Gebäude des College wurden durch Raketenangriffe beschädigt und 45 % der Gebäudefläche darf aufgrund der noch nicht abgeschlossenen Sicherungsmaßnahmen nicht genutzt werden. Aufgrund der schwierigen Sicherheitslage kam es im Jahr 2008 zu einer signifikant geringeren Zahl an Neueinschreibungen für das kommende akademische Jahr, insbesondere von ausländischen Studierenden. Weiterführende Informationen zu den Raketenangriffen sind im Artikel über die Stadt Sderot zu finden.